# Lepeophtheirus acutus
Lepeophtheirus acutus is een eenoogkreeftjessoort uit de familie van de Caligidae. De wetenschappelijke naam van de soort is voor het eerst geldig gepubliceerd in 1943 door Heegaard.